# Martyn Bedford
Martyn Bedford (* 1959) ist ein britischer Schriftsteller.

## Leben
Martyn Bedford wuchs als Einzelkind in Croydon auf. Er studierte Journalismus an der University of East Anglia und war schließlich zwölf Jahre lang als Journalist regionaler Zeitungen tätig. Während dieser Zeit schrieb er mehrere kleine Kurzgeschichte, die vereinzelt auch veröffentlicht wurden, bevor er 1996 mit Acts of Revision, welcher in deutscher Sprache beim Heyne Verlag unter dem Titel Der Zeichner veröffentlicht wurde, als Schriftsteller debütierte. Nachdem nun mit Houdini Girl und Crash – ins falsche Leben zwei weitere seiner Romane ins Deutsche übersetzt wurden, unterrichtet er am Trinity University College Englisch und Kreatives Schreiben.

## Werk (Auswahl)
- Acts of Revision (1996)
  - Der Zeichner, Heyne Verlag, München 1996, 319 Seiten, ISBN 3-453-09740-8
- Exit, Orange & Red (1997)
- The Houdini Girl (1999)
  - Houdini Girl, Argon Verlag, Berlin 2000, 351 Seiten, ISBN 3-87024-516-6
- Black Cat (2000)
- The Virtual Disappearance of Miriam (2000)
- The Island of Lost Souls (2006)
- Flip (2011)
  - Crash – ins falsche Leben, DTV, München 2012, 337 Seiten, ISBN 978-3-423-24933-1
- Never Ending (2014)
  - Letzte helle Tage, DTV, München 2015, ISBN 978-3-423-74011-1